# Ядерный метод
Ядерные методы в машинном обучении — это класс алгоритмов распознавания образов, наиболее известным представителем которого является метод опорных векторов (МОВ, англ. SVM). Общая задача распознавания образов — найти и изучить общие типы связей (например, кластеров, ранжирования, главных компонент, корреляций, классификаций) в наборах данных. Для многих алгоритмов, решающих эти задачи, данные, представленные в сыром виде, явным образом преобразуются в представление в виде вектора признаков посредством специфичной схемы распределения признаков, однако ядерные методы требуют только задания специфичного ядра, т.е. функции сходства пар точек данных в сыром представлении.
Ядерные методы получили своё название из-за использования ядерных функций, которые позволяют им оперировать в неявном пространстве признаков высокой размерности без вычисления координат данных в пространстве, просто вычисляя скалярные произведения между образами всех пар данных в пространстве признаков. Эта операция часто вычислительно дешевле явных вычислений координат. Этот подход называется «ядерным трюком». Ядерные функции были введены для последовательных данных, графов, текстов, изображений, а также для векторов.
Среди алгоритмов, способных работать с ядрами, находятся ядерный перцептрон, методы опорных векторов, гауссовские процессы, метод главных компонент (МГК, англ. PCA), канонический корреляционный анализ, гребневая регрессия, спектральная кластеризация, линейные адаптивные фильтры и многие другие. Любая линейная модель может быть переведена в нелинейную модель путём применения к модели ядерного трюка, заменив её признаки (предсказатели) ядерной функцией.
Большинство ядерных алгоритмов базируются на выпуклой оптимизации или нахождении собственных векторов и статистически хорошо обоснованы. Обычно их статистические свойства анализируются с помощью теории статистического обучения (например, используя радемахеровскую сложность).

## Причины возникновения и неформальное объяснение
Ядерные методы можно рассматривать как обучение на примерах — вместо обучения некоторым фиксированным наборам параметров, соответствующим признакам входа, они «запоминают» {\displaystyle i}-й тренировочный пример {\displaystyle (\mathbf {x} _{i},y_{i})} и обучают согласно его весам {\displaystyle w_{i}}. Предсказание для непомеченного ввода, т.е. не входящего в тренировочное множество, изучается при помощи функции сходства {\displaystyle k} (называемой ядром) между непомеченным входом {\displaystyle \mathbf {x'} } и каждым из тренировочных входов {\displaystyle \mathbf {x} _{i}}. Например, ядерный бинарный классификатор обычно вычисляет взвешенную сумму похожести по формуле
{\displaystyle {\hat {y}}=\operatorname {sgn} \sum _{i=1}^{n}w_{i}y_{i}k(\mathbf {x} _{i},\mathbf {x'} )},
где
- {\displaystyle {\hat {y}}\in \{-1,+1\}} является ядерным бинарным классификатором предсказанной пометки для непомеченного входа {\displaystyle \mathbf {x'} }, скрытая верная пометка которого {\displaystyle y} нужна;
- {\displaystyle k\colon {\mathcal {X}}\times {\mathcal {X}}\to \mathbb {R} } является ядерной функцией, которая измеряет схожесть пары входов {\displaystyle \mathbf {x} ,\mathbf {x'} \in {\mathcal {X}}};
- сумма пробегает по всем n помеченным примерам {\displaystyle \{(\mathbf {x} _{i},y_{i})\}_{i=1}^{n}} в тренировочном наборе классификатора с {\displaystyle y_{i}\in \{-1,+1\}};
- {\displaystyle w_{i}\in \mathbb {R} } являются весами тренировочных примеров, как определено алгоритмом обучения;
- Функция sgn определяет, будет предсказанная классификация положительной или отрицательной.

Ядерные классификаторы были описаны в начале 1960-х годов с изобретением ядерного перцептрона. Они получили большое распространение вместе с популярностью метода опорных векторов в 1990-х годах, когда обнаружили, что МОВ конкурентоспособна с нейронными сетями на таких задачах, как распознавание рукописного ввода.

## Математика: ядерный трюк

МОВ с ядром, заданной функцией φ((a, b))=(a, b, a^{2} + b^{2}), а тогда K(x, y)=x•y + x^{2} y^{2}. Тренировочные точки показаны в 3-мерном пространстве, где можно легко найти разделяющую гиперплоскость

Ядерный трюк избегает явного отображения, которое нужно для получения линейного обучающего алгоритма для нелинейной функции или границы решений. Для всех {\displaystyle \mathbf {x} } и {\displaystyle \mathbf {x'} } во входном пространстве {\displaystyle {\mathcal {X}}} некоторые функции {\displaystyle k(\mathbf {x} ,\mathbf {x'} )} могут быть представлены как скалярное произведение в другом пространстве {\displaystyle {\mathcal {V}}}. Функцию {\displaystyle k\colon {\mathcal {X}}\times {\mathcal {X}}\to \mathbb {R} } часто называют ядром или ядерной функцией. Слово «ядро» используется в математике для обозначения весовой функции или интеграла.
Некоторые задачи машинного обучения имеют дополнительную структуру, а не просто весовую функцию {\displaystyle k}. Вычисления будут много проще, если ядро можно записать в виде "отображения признаков" {\displaystyle \varphi \colon {\mathcal {X}}\to {\mathcal {V}}}, которое удовлетворяет равенству
{\displaystyle k(\mathbf {x} ,\mathbf {x'} )=\langle \varphi (\mathbf {x} ),\varphi (\mathbf {x'} )\rangle _{\mathcal {V}}.}
Главное ограничение здесь, что {\displaystyle \langle \cdot ,\cdot \rangle _{\mathcal {V}}} должно быть подходящим скалярным произведением.
С другой стороны, явное представление для {\displaystyle \varphi } не обязательно, поскольку {\displaystyle {\mathcal {V}}} является пространством со скалярным произведением. Альтернатива следует из теоремы Мерсера — неявно заданная функция {\displaystyle \varphi } существует, если пространство {\displaystyle {\mathcal {X}}} может быть снабжено подходящей мерой, обеспечивающей, что функция {\displaystyle k} удовлетворяет условию Мерсера.
Теорема Мерсера подобна обобщению результата из линейной алгебры, которое связывает скалярное произведение с любой положительно определённой матрицей. Фактически, условие Мерсера может быть сведено к этому простому случаю. Если мы выбираем в качестве нашей меры считающую меру {\displaystyle \mu (T)=|T|} для всех {\displaystyle T\subset X}, которая считает число точек внутри множества {\displaystyle T}, то интеграл в теореме Мерсера сводится к суммированию
{\displaystyle \sum _{i=1}^{n}\sum _{j=1}^{n}k(\mathbf {x} _{i},\mathbf {x} _{j})c_{i}c_{j}\geq 0.}
Если это неравенство выполняется для всех конечных последовательностей точек {\displaystyle (\mathbf {x} _{1},\dotsc ,\mathbf {x} _{n})} в {\displaystyle {\mathcal {X}}} и всех наборов {\displaystyle n} вещественнозначных коэффициентов {\displaystyle (c_{1},\dots ,c_{n})} (сравните, Положительно определённое ядро), тогда функция {\displaystyle k} удовлетворяет условию Мерсера.
Некоторые алгоритмы, зависящие от произвольных связей, в исходном пространстве {\displaystyle {\mathcal {X}}} будут, фактически, иметь линейное представление в других условиях — в ранжированном пространстве {\displaystyle \varphi }. Линейная интерпретация даёт нам представление об алгоритме. Более того, часто нет необходимости вычислять {\displaystyle \varphi } прямо во время вычислений, как в случае метода опорных векторов. Некоторые считают уменьшение времени за счёт этого главным преимуществом алгоритма. Исследователи используют его для уточнения смысла и свойств существующих алгоритмов.
Теоретически, матрица Грама {\displaystyle \mathbf {K} \in \mathbb {R} ^{n\times n}} по отношению к {\displaystyle \{\mathbf {x} _{1},\dotsc ,\mathbf {x} _{n}\}} (иногда называемая «ядерной матрицей»), где {\displaystyle K_{ij}=k(\mathbf {x} _{i},\mathbf {x} _{j})}, должна быть положительно полуопределена. Эмпирически, для эвристики машинного обучения, выбор функции {\displaystyle k}, которая не удовлетворяет условию Мерсера, может оставаться оправданным, если {\displaystyle k}, по меньшей мере, аппроксимирует интуитивную идею похожести. Независимо от того, является ли {\displaystyle k} ядром Мерсера, о {\displaystyle k} могут продолжать говорить как о «ядре».
Если ядерная функция {\displaystyle k} является также ковариантной функцией, что используется в гауссовском процессе, тогда матрица Грама {\displaystyle \mathbf {K} } может быть названа ковариационной матрицей.

## Приложения
Области применения ядерных методов разнообразны и включают геостатистику, кригинг, метод (обратных) взвешенных расстояний, трёхмерную реконструкцию, биоинформатику, хемоинформатику, извлечение информации и распознавание рукописного ввода.

## Популярные ядра
- Ядро Фишера[англ.]
- Ядро графа[англ.]
- Ядерный сглаживатель[англ.]
- Полиномиальное ядро[англ.]
- Ядро радиальной базисной функции[англ.]
- Строковые ядра

## Ссылка
- Kernel-Machines Org — community website
- www.support-vector-machines.org (Literature, Review, Software, Links related to Support Vector Machines - Academic Site)
- onlineprediction.net Kernel Methods Article